# Shōchū (Ära)
Shōchū (japanisch 正中) ist eine japanische Ära (Nengō) von Dezember 1324 bis Mai 1326 nach dem gregorianischen Kalender. Der vorhergehende Äraname ist Genkyō, die nachfolgende Ära heißt Karyaku. Die Ära fällt in die Regierungszeit des Kaisers (Tennō) Go-Daigo.
Der erste Tag der Shōchū-Ära entspricht dem 25. Dezember 1324, der letzte Tag war der 27. Mai 1326. Die Shōchū-Ära dauerte drei Jahre oder 519 Tage.

## Ereignisse
- 1324 Im Rokuhara Tandai gewinnt man den Eindruck, dass Tennō Go-Daigo plant das Shōgunat zu attackieren. Es kommt zum Shōchū-Putsch (正中の変)